# Хлынова, Ольга Витальевна
Ольга Витальевна Хлынова (род. 1 мая 1971 года, Пермь, СССР) — российский гастроэнтеролог, кардиолог, член-корреспондент РАН (2016).

## Биография
Родилась 1 мая 1971 года в Перми. В 1988 году окончила среднюю школу с золотой медалью.
В 1994 году с отличием окончила Пермскую государственную медицинскую академию по специальности «лечебное дело».
Досрочно окончила аспирантуру в связи с защитой 16 января 1996 года кандидатской диссертации «Состояние венозного кровообращения у больных гипертонической болезнью и коррекция его нарушений» (научный руководитель А. В. Туев; официальные оппоненты Э. Г. Волкова и Л. А. Лещинский).
С 1996 года работает в ПГМА (ПГМУ), пройдя путь от ассистента кафедры госпитальной терапии до её заведующей (с 2018 года).
В 2000 году проходила научно-педагогическую стажировку во Франции как стипендиат французского посольства.
В 2004 году защитила докторскую диссертацию «Взаимосвязи структурно-функциональных параметров сердца, артериальной и венозной систем у больных артериальной гипертонией и их прогностическая значимость для оптимизации гипотензивной терапии» (научные консультанты А. В. Туев и В. В. Щёкотов; официальные оппоненты Э. Г. Волкова, Б. В. Головской, О. Д. Остроумова).
С 2008 года — член Ассоциации врачей терапевтического профиля Пермского края. С января 2011 года работает в объединённой группе с группой компаний ИВС (инновационные высокотехнологичные системы) над созданием программно-аппаратного комплекса экспресс диагностики и прогнозирования развития сердечно-сосудистых, эндокринных и гастроэнтерологических заболеваний.
В 2012 году присвоено учёное звание профессора.
С 2015 года — главный внештатный специалист гастроэнтеролог Министерства здравоохранения Пермского края.
28 октября 2016 года избрана членом-корреспондентом РАН.

## Научная деятельность
Специалист в области гастроэнтерологии и кардиологии.
Автор 235 научных работ, из них 5 монографий, 2 авторских свидетельств и 4 патентов.
Основные научные результаты:
- исследованы особенности состояния венозного кровообращения при артериальной гипертензии, а также вклад венозной недостаточности в развитие ортостатических расстройств у гипертензивных лиц;
- разработаны алгоритмы персонифицированной вазоактивной терапии у лиц с артериальной гипертензией и венозной дисфункцией;
- разработано приоритетное направление — коморбидность в клинической кардиологии, в частности изучены особенности ассоциированного течения артериальной гипертензии и кислотозависимых заболеваний системы пищеварения.

Под её руководством подготовлены 10 кандидатов медицинских наук.

## Награды
- Лауреат 2 степени премии Пермской области имени профессора П. А. Ясницкого среди молодых ученых (за 2001 год) — за комплекс научно-исследовательских работ «Совершенствование системы диагностики поражений венозных сосудов у больных артериальной гипертензией у жителей Западного Урала».
- Грант Президента Российской Федерации в поддержке молодых российских ученых — докторов медицинских наук (2006 год) — для проведения исследований по теме «Артериальная гипертензия и ассоциированные с ней кислотозависимые заболевания».